# Бромид молибдена(II)
Бромид молибдена(II) — неорганическое соединение, соль металла молибдена и бромистоводородной кислоты с формулой MoBr2,
оранжевое вещество,
не растворимое в воде.

## Получение
- Действие брома на нагретый молибден:

{\displaystyle {\mathsf {Mo+Br_{2}\ {\xrightarrow {600-700^{o}C}}\ MoBr_{2}}}}
- Разложение бромида молибдена(III) при нагревании в инертной атмосфере:

{\displaystyle {\mathsf {2MoBr_{3}\ {\xrightarrow {T}}\ MoBr_{2}+MoBr_{4}}}}
- Реакция хлорида молибдена(II) с бромидом лития:

Невозможно разобрать выражение (SVG (MathML можно включить с помощью плагина для браузера): Недопустимый ответ («Math extension cannot connect to Restbase.») от сервера «http://localhost:6011/ru.wikipedia.org/v1/»:): {\displaystyle \mathsf{MoCl_2 + 2LiBr \ \xrightarrow{}\ MoBr_2 + 2LiCl }}

## Физические свойства
Бромид молибдена(II) образует оранжевое аморфное вещество
не растворимое в воде.
Молекулы бромида молибдена гексамерны и имеют строение [Mo6Br8]Br4.

## Химические свойства
- Растворяется в галогеноводородистых кислотах:

{\displaystyle {\mathsf {[Mo_{6}Br_{8}]Br_{4}+6HCl\ {\xrightarrow {}}\ H_{2}[Mo_{6}Br_{8}Cl_{6}]+4HBr}}}
- Растворяется в щелочах:

{\displaystyle {\mathsf {[Mo_{6}Br_{8}]Br_{4}+6KOH\ {\xrightarrow {}}\ K_{2}[Mo_{6}Br_{8}(OH)_{6}]+4KBr}}}